# 美麻村
美麻村（みあさむら）は、長野県北安曇郡に存在した村である。
2006年1月1日、隣接する八坂村とともに大町市へ編入された。村名は麻の産地であったことに由来する。

## 地理
長野県の北西部に位置し、周りを1000m級の山々に囲まれた山村である。
村域の大部分は信濃川の支流である犀川の流域である。村内に端を発する犀川の支流は、土尻川、金熊川・当信川、稲尾沢川であり、それぞれ東、南、西と全くの別方向へと流下する。村北部の一部のみ姫川の流域であり、支流の谷内川が北へと流下する。
村西部の新行地区はそばの里として有名である。
- 山：権現山、尼子山
- 河川：土尻川、金熊川、当信川、稲尾沢川、谷内川

### 隣接していた自治体
- 大町市
- 上水内郡 信州新町、小川村
- 北安曇郡 八坂村、白馬村

## 歴史
- 1875年（明治8年）2月5日 - 筑摩県安曇郡大塩村・切明新田村・二重村・新行新田村・高地村・青具村・千見村が合併して美麻村となる。
- 1876年（明治9年）8月21日 - 長野県の所属となる。
- 1879年（明治12年）1月4日 - 郡区町村編制法の施行により、北安曇郡の所属となる。
- 1889年（明治22年）4月1日 - 町村制の施行により、美麻村が単独で自治体を形成。
- 2006年（平成18年）1月1日 - 大町市に編入。同日美麻村廃止。

## 行政
警察署
- 大町警察署

消防署
- 北アルプス広域消防本部大町消防署

## 姉妹都市

### 国内
- 美和村（茨城県）
- 美並村（岐阜県）

### 海外
- メンドシーノ村（アメリカ合衆国）

## 交通

### 道路
- 長野県道31号長野大町線（大町街道）
  - 道の駅ぽかぽかランド美麻
- 長野県道33号白馬美麻線
- 長野県道393号小島信濃木崎停車場線
- 長野県道394号川口大町線
- 長野県道497号美麻八坂線

### バス
- 村営バス
- 長野大町線・長野白馬線（川中島バス）

## 名所・旧跡・観光スポット・祭事・催事
- 旧中村家住宅（国の重要文化財）
- 新行高原
- 麻の館
- 美麻温泉
- 静かの桜 - 静御前が奥州と大塩を間違えてたどり着き、そこで亡くなりその時、地面に刺さった杖から芽吹いたという、イヌザクラの巨木「静の桜」別名「千年桜」がある。

## その他
- この地域では隣接の八坂村とともに山村留学制度が実施されている（山村留学センターと地域の山村農家を併用する方式）。
- 大町市との合併に従い、旧美麻村の公式サイトは無くなってしまったが、現在は大町市美麻地区のウェブサイトとして「美麻Wiki」が有志により運用されている。
- 美麻村の由来となった麻作りは1900年代にはその製品の良さが全国で知られ、美麻で作られた麻糸は講道館の柔道畳の表に経糸として使われていた[1]。
- 1990年当時の月刊ラジオパラダイス（三才ブックス）で美麻村が「どこのAMラジオも受信できない所」という投書が掲載され（投稿主は当時隣町だった大町市の読者）[2]、同誌内でこれがしばらく話題になったことがあったが、その後この美麻村の読者からの「地元信越放送の他、TBSラジオ、文化放送、ニッポン放送、RFラジオ日本、山梨放送、北日本放送も受信出来る」という内容の投書が掲載されてこの説が否定されたということがあった[3]。